# Omne vivum ex vivo
 Omne vivum ex vivo  лат. (изговор:  омне вивум екс виво). Све живо је од живота. (Вилијам Харви)

## Поријекло изреке
Изрекао у смјени шеснаестог у седамнаести вијек, Вилијам Харви  (енгл. William Harvey),  енглески  лекар,  физиолог и биолог. 

## Тумачење
Све живо је настало од  живога. Ништа не настаје само од  себе. Значи да све има свој континуитет и своје поријекло, и да је законит сродник са праживотом.